# 勒内·朱斯特·阿维
勒内·朱斯特·阿维（法語：René Just Haüy，1743年—1822年），法国晶体学家、矿物学家、牧师，在被任命为巴黎圣母院名誉教士后，通常被称作阿贝·阿维（Abbé Haüy），此名源于他为巴黎圣母院铸造的一门礼炮。
由于他在晶体结构方面的创新工作和他的四卷本Traité de Minéralogie (1801年)，他被称为“现代晶体学之父”。
阿维最大的贡献是通过对方解石完全解理的研究提出了晶体的微观几何模型——晶胞学说；以及关于晶面的阿维定律——任何晶面在晶胞轴上的截距之比为整数比。这两个发现，尽管有待进一步修正，但仍为后世晶体学的发展起到了奠基作用。
在法国大革命期间，他还帮助建立了公制。

## 生平

### 早年
阿维于 1743 年 2 月 28 日出生于法兰西岛大区的圣茹斯特昂绍塞。 他的父母只是贫穷的亚麻织工。
阿维对当地教堂的服务和音乐的兴趣引起了附近普雷蒙斯特朗修道院院长的注意。 通过他，阿维认识了巴黎的一位同事，并获得了纳瓦拉学院的奖学金。 阿维最终成为引座员，并于 1764 年被任命为第四级摄政（大师）。
阿维的宗教训练也取得了进步。 他于 1762 年剃发，于 1765 年接受小命令，于 1767 年被任命为副执事，于 1769 年成为执事，并于 1770 年被任命为罗马天主教牧师。
任命后，阿维 成为Lemoine红衣主教学院二级摄政（教师）。通过与他的精神导师Abbé Lhomond 的友谊，阿维首先对植物学产生了兴趣，在听了路易斯·让·玛丽·道本顿(Louis-Jean-Marie Daubenton)的讲座后，对矿物学产生了兴趣。
他的兄弟Valentin Haüy是巴黎第一所盲人学校——盲人青少年学院的创始人。

## 晶体学
一场意外显然将阿维的注意力引向了自然科学中的一个新领域——晶体学。 阿维正在检查雅克·德·法兰西·德·克鲁瓦塞 (Jacques de France de Croisset) 收藏的一块破碎的石灰质晶石标本。 （根据一些说法，阿维掉落了样本并导致其破裂。）他对完美光滑的断裂面产生了兴趣。
“我刚才注意到的观察结果有助于发展我对晶体结构的想法。它以晶体的形式出现，公民德弗朗斯在它从一个群体中脱离出来后很友善地给了我 这位开明的业余爱好者正在向我展示，这构成了他的矿物学收藏的一部分。棱镜沿着底座的边缘之一有一个单一的裂缝，通过它它已经连接到该组的其余部分。而不是把它放在 我当时正在形成的集合，我试图将它分成其他方向，经过几次尝试，我成功地提取了它的菱形核。” 勒内·朱斯特·阿维，《矿物学特征》(1801年)
对这些碎片的研究启发阿维在水晶切割方面进行了进一步的实验。 通过将晶体分解成尽可能小的碎片，阿维得出结论，每种类型的晶体都有一个特定形状的基本原核或“整体分子”，如果不破坏晶体的物理和化学性质，就无法进一步分解。
他进一步认为，晶体结构是根据结晶的几何定律，由连续层中这些整体分子的有序排列组成的。如果先前分类在一起的晶体的基本结构不同，则它们被识别为不同的矿物种类。 例如，重石被分化为含有钡和锶的样本。阿维的发现的价值立即得到了认可。
阿维和他的同时代人的研究证据有限。他们可以观察晶体的习性和解理面，并使用一种称为测角仪的仪器来测量界面角度[5][7]。
直到许多年后，也就是 1902 年X射线衍射技术的发展，晶体整体分子的内部结构才得以确定。
阿维并不是唯一观察到方解石晶体可以由较小的菱面体组成的研究人员，但正是他引入了晶体中三重周期性的概念。这个想法对于该领域后来晶体结构的发展至关重要。
1784 年至 1822 年间，阿维发表了 100 多篇报告，讨论他的理论及其在晶体物质结构中的应用。阿维在《Essai d'une théorie sur la Structure des crystals》 (1784年) 中首次阐述了他的递减定律 。 这与他之前的作品截然不同，引入了他的摩尔成分或组成分子理论。
到 1792 年，他已经确定了许多平行六面体作为可能的原始晶体形式。阿维计算出了 他在 Traité de minéralogie (1801) 中阐述了他的著作中的数学理论，该书成为该领域的经典之作。
那时，阿维已将他的想法应用于不同物种的分化。 他系统地描述了所有已知的矿物，将它们分类，并给出了它们的化学和几何特性。 
他的作品分为四卷，其中包括一本板块地图集，被认为是 19 世纪最精彩的作品之一。它被描述为“一部具有全面洞察力的作品，其中大部分内容都以文学流畅的方式写成”。第二个更新版本于 1822 年以 Traité de cristallographie 的形式出现。
阿维创建了全面的系列，其中包含数百个用于教育和演示的梨木模型和水晶模型。 其中一套被泰勒斯博物馆馆长兼 Hollandsche Maatschappij der Wetenschappen 馆长 Martin van Marum 收购。
阿维还因其对热电的观察而闻名。 早在 1785 年，他就在炉甘石（一种锌的氧化物）中检测到了热电性。他研究了包括电气石在内的许多其他矿物的热电性，并将其与晶体结构联系起来。他证明电气石中的电流在晶体的两极最强，而在中间变得难以察觉。
1787年，阿维出版了一本关于电和磁的书，Exposition raisonné de la théorie de l'électricité et du magnétisme， d'après les principes d'Æpinus。
1783年2月12日，阿维被选入巴黎皇家科学院（法国科学院），担任植物学副教授，物理学和矿物学均无空缺。
1788 年，阿维成为自然历史和矿物学副教授。